# Mozambique en los Juegos Olímpicos de Pekín 2008
Mozambique estuvo representado en los Juegos Olímpicos de Pekín 2008 por cuatro deportistas, dos hombres y dos mujeres, que compitieron en tres deportes.
El portador de la bandera en la ceremonia de apertura fue el atleta Kurt Couto. El equipo olímpico mozambiqueño no obtuvo ninguna medalla en estos Juegos.